# Hiraku Nakajima
Hiraku Nakajima (Tòquio, Japó, 30 de novembre de 1962) és un matemàtic japonès i professor de l'Institut Kavli per a la Física i les Matemàtiques de l'Univers de la Universitat de Tòquio. Serà president de la Unió Matemàtica Internacional per al trimestre 2023-2026. Va obtenir el seu doctorat. de la Universitat de Tòquio l'any 1991.